# في المنزل
في المنزل (بالإنجليزية: Dans la maison) هو فيلم إثارة، وفيلم غموض، وكوميديا درامية، وفيلم دراما
أُصدر في 2012، و29 نوفمبر 2012، في ألمانيا. وقد أخرجه فرانسوا أوزون، وكَتَب السيناريو فرانسوا أوزون، وخوان مايورغا.

## قصة الفيلم
جيرمان، مُعلّم أدب في منتصف العمر، يصبح مقربًا من تلميذه كلود غارسيا، البالغ من العمر ستة عشر عامًا، أثناء تعليمه إياه مهارات الكتابة. هذا يُؤدي بالتلميذ المُبكّر النضوج والمُتزمت إلى أن يصبح أكثر عدوانيةً وانطوائيةً، مُظهرًا موهبةً في التلاعب بديناميكيات العلاقات وإيجاد طرقٍ لإشباع احتياجاته. يُغوي الطالب والدة صديقه وزوجة المُعلّم. يُسبّب، دون قصد، طرد المُعلّم، لكنهما يبقيان على اتصالٍ بفضل شغفهما المُشترك في البحث عن قصصٍ تُثير حماسهما.

## طاقم التمثيل
- فابريس لوشيني
- Catherine Davenier  [لغات أخرى]‏
- دينيس مينوشيت
- جان فرانسوا بالمير
- Mehdi Meskar  [لغات أخرى]‏
- يولاند مورو
- كريستين سكوت توماس
- إيمانويل سينيه
- إرنست أمهور
- ميشيل رينغيفال ‏

## الاستقبال

### الجوائز والترشيحات
الجوائز
الترشيحات

## وصلات خارجية
- في المنزل على موقع IMDb (الإنجليزية)
- في المنزل على موقع ميتاكريتيك (الإنجليزية)
- في المنزل على موقع روتن توميتوز (الإنجليزية)
- في المنزل على موقع قاعدة بيانات الأفلام العربية
- في المنزل على موقع ألو سيني (الفرنسية)
- في المنزل على موقع Turner Classic Movies (الإنجليزية)
- في المنزل على موقع أول موفي (الإنجليزية)
- في المنزل على موقع بوكس أوفيس موجو (الإنجليزية)
- في المنزل على موقع فيلمافينيتي (الإسبانية)
- في المنزل على موقع قاعدة بيانات الأفلام السويدية (السويدية)